# Административное деление Германской Демократической Республики

Карта-схема административного деления ГДР, в период 1952 — 1990 годов, показаны округа и их столицы.

Административное деление Германской Демократической Республики — в первой демократической Германской республике было следующее административное деление. ГДР состояла первоначально из земель, позднее из округов, районов, городов (некоторые города делились на городские районы) и общин. Берлин имел особый статус.

## История
По окончании Второй мировой войны территория Великогерманского рейха была оккупирована и разделена.
Многим освобождённым (захваченным) странам были возвращены их территории, а территории Германских государств и Австрии были разделены на зоны Вооружённых сил Союза Советских Социалистических Республик, Соединённого королевства Великобритании и Северной Ирландии, США и Четвёртой Французской Республики.
В 1945 году была образована Советская зона территории, которая состояла из пяти земель — Мекленбург-Передняя Померания, Бранденбург, Саксония-Анхальт, Саксония, Тюрингия. 4 июля 1945 были образованы земельные администрации (Landesverwaltung) в Мекленбурге-Передней Померании, Саксонии и Тюрингии. 27 июля 1945 года были основаны центральные администрации (Zentralverwaltung) игравшие роль министерств, президенты которых играли роль министров. 11 июня 1947 года была создана Германская экономическая комиссия (Deutsche Wirtschaftskommission), в которую вошли президенты центральных администраций, председателем (Vorsitzender) которой в 1948 году стал социалист Генрих Рау. Президенты центральных администраций и председатель Немецкой экономической комиссии назначались Советской военной администрацией.
13 июня 1946 года были сформированы временные ландтаги (в каждом было равное количество представителей от различных партий СЕПГ, ЛДПГ, ХДС и ССНП и общественных организаций), были восстановлены ландтаги, получившие право принимать земельные конституции и земельные законы, крейстаги, городские и общинные представительства выборы в которые были назначены на 20 октября 1946 года, а также земельные правительства, крейсраты, городские советы и общинные советы, которые должны были быть сформированы представительными органами соответствующего уровня, высшие земельные суды, земельные суды и участковые суды которые должны были быть сформированы земельными правительствами. 20 октября 1946 года прошли выборы в ландтаги, большинство на которых получила СЕПГ. 20 декабря 1946 года была принята конституция Тюрингии, 10 января 1947 года — конституция Саксонии-Анхальт, 6 февраля 1947 года — конституция Бранденбурга, 28 февраля 1947 года — конституция Саксонии, 16 января 1947 года — конституция Мекленбурга-Передней Померании. Законодательными органами земель стали ландтаги, исполнительными — земельные правительства, состоящие из земельных премьер-министров и земельных министров, представительными органами местного самоуправления стали крейстаги и общинные представительства, исполнительными органами — крейсраты (состоящие из ландратов и районных советников) и общинные советы (состоящие из бургомистров и общинных советников), судебными органами остались высшие земельные суды, земельные суды и участковые суды, органы прокуратуры — генеральные прокуроры земель и прокуроры земельных судов. При этом земли советской зоны не выпускали валюту (эмиссионные банки земель выпускали Марку Союзного военного командования) и не имели своих вооружённых сил.

## Земли
До 1952 года (когда были образованы так называемые округа) территория ГДР подразделялась на 5 земель:
- Мекленбург-Передняя Померания;
- Бранденбург;
- Саксония-Анхальт;
- Саксония;
- Тюрингия.

В составе современной Федеративной Германии на территории бывшей ГДР ныне находятся 6 новых федеральных земель:
- Мекленбург — Передняя Померания;
- Бранденбург;
- Берлин (включивший в себя Восточный Берлин времён ГДР) — был выделен как земля из Бранденбурга;
- Саксония-Анхальт;
- Саксония;
- Тюрингия.

Границы земель, вновь созданных после объединения Германии в 1990 году, несколько отличаются от границ соответствующих земель ГДР — после объединения страны некоторые районы и коммуны были переданы из одной земли в другую соседнюю землю.

## Округа
В 1952 году была проведена административная реформа, по её итогам страна официально подразделялась на 14 округов:
- Округ Дрезден (Dresden)
- Округ Карл-Маркс-Штадт (Karl-Marx-Stadt), в настоящее время Хемниц (Chemnitz)
- Округ Лейпциг (Leipzig)
- Округ Гера (Gera)
- Округ Эрфурт (Erfurt)
- Округ Зуль (Suhl)
- Округ Галле (Halle)
- Округ Магдебург (Magdeburg)
- Округ Котбус (Cottbus)
- Округ Потсдам (Potsdam)
- Округ Франкфурт-на-Одере (Frankfurt/Oder)
- Округ Нойбранденбург (Neubrandenburg)
- Округ Шверин (Schwerin)
- Округ Росток (Rostock)

## Районы, города, общины, кантоны
Округа делились на районы, районы делились на города и общины, некоторые города делились на городские районы. Самостоятельной административной единицей являлся Восточный Берлин, так как весь Берлин имел особый статус по окончании Второй мировой войны.